# エイダ・ロー
エイダ・ロー（Ada Roe、1858年2月6日 - 1970年1月11日）は、長寿世界一であったイギリスの女性。旧姓ギディングズ（Giddings）。1969年12月31日から死去まで長寿世界一であった。
ロンドン北部のイズリントン生まれ。イングランド東部のサフォーク州ロウストフトに移り住み、そこで75年以上に渡って雑貨店を営んでいた。110歳になるまで店番に出ており、何度かタイムズ紙に取り上げられたこともあった。長寿の秘訣は「良き子供時代」であったという。1970年1月に死去。111歳と339日。1850年代生まれ全体の最後の生き残りでもあった。